# Lasioderma aterrimum
Lasioderma aterrimum is een keversoort uit de familie klopkevers (Anobiidae). De wetenschappelijke naam van de soort is voor het eerst geldig gepubliceerd in 1916 door Roubal.